# Cosmopterix argentifera
Cosmopterix argentifera là một loài bướm đêm thuộc họ Cosmopterigidae. Nó được tìm thấy ở Jamaica.
Con trưởng thành được sưu tập vào tháng 1. Cánh trước con đực dài 4,4 mm.